# دنی پدروسا (بازیکن فوتبال)
دنی پدروسا (انگلیسی: Dani Pedrosa؛ زادهٔ ۴ سپتامبر ۱۹۹۶) بازیکن فوتبال اهل اسپانیا است.
از باشگاه‌هایی که در آن بازی کرده‌است می‌توان به باشگاه فوتبال لوگو اشاره کرد.